# معدن موسیقی
معدن موسیقی (به انگلیسی: Make Mine Music) یک پویانمایی بسته‌ای موزیکال است که توسط والت دیزنی تولید و توسط رادیو پیکچرز در ۲۰ آوریل ۱۹۴۶ پخش شد. این فیلم هشتمین انیمیشن والت دیزنی است.
در جریان جنگ جهانی دوم بیشتر فعالیت‌های والت دیزنی در رابطه با جنگ بود و بقیه کارهایشان نیز برای تمرینات و تبلیغات ارتش استفاده می‌شد. در نتیجه استودیو از ایده‌ها و طرح‌های نیمه تمام مملو بود و به همین دلیل والت دیزنی برای زنده نگاه داشتن استودیو و آینده انیمیشن چندین فیلم مختلف آماده کرد که یکی از آن‌ها معدن موسیقی بود. این فیلم انیمیشن متشکل از چندین بخش مختلف است، مانند مارتین و کوی، نهر آبی، داستان گربه‌ها و داستان پیتر و گرگ که نوشته نویسنده بزرگ روسیه سرگئی پروکفیف می‌باشد و دربارهٔ پسری روسی به نام پیتر می‌باشد که به همراه دوستان حیوان خود به شکار گرگ می‌رود. این انیمیشن برای اولین بار در جشنواره فیلم کن ۱۹۴۶ به نمایش درآمد و برنده چندین جایزه بین‌المللی شد.